# 세라핀 돈더리스
세라핀 돈더리스 (c. 1820 – c. 1885)는 1875년 푸에르토리코 폰세의 시장이었다. 그는 대령 계급의 스페인 군 장교였다.

## 시장 임기
1875년 2월 14일 220,000 달러(현재 5,180,000 달러)의 비용을 들여 폰세 수교의 건설을 시작했다. 수교는 1878년에 운영되기 시작했다.

## 같이 보기
- 푸에르토리코인 목록
- 푸에르토리코 폰세 시장 명단